# Piotr Formanowicz
Piotr Gerard Formanowicz (ur. 1969 w Poznaniu) – polski inżynier informatyk, profesor nauk technicznych. Specjalizuje się w teorii algorytmów, bioinformatyce, teorii szeregowania, biologii obliczeniowej, optymalizacji kombinatorycznej, teorii grafów, informatyce kwantowej oraz badaniach nad DNA. Profesor w Instytucie Informatyki Wydziału Informatyki Politechniki Poznańskiej, dawniej także w Instytucie Chemii Bioorganicznej PAN.

## Życiorys
Studia z elektrotechniki ukończył na Politechnice Poznańskiej w 1994, gdzie następnie został zatrudniony i zdobywał kolejne awanse akademickie. Stopień doktorski uzyskał w 2000 roku na podstawie pracy pt. Szeregowanie zadań w systemach z ograniczoną dostępnością procesorów, przygotowanej pod kierunkiem Jacka Błażewicza. Habilitował się w 2005 na podstawie dorobku naukowego i rozprawy pt. Wybrane kombinatoryczne aspekty analizy sekwencji biologicznych. Tytuł naukowy profesora nauk technicznych został mu nadany w 2015.
Autor opracowania pt. Teoria złożoności obliczeniowej. Wybrane zagadnienia (Wydawnictwo Nakom, Poznań 2013, ISBN 978-83-63919-06-1). Artykuły publikował w takich czasopismach jak m.in. „European Journal of Operational Research”, „Journal of Computational Biology”, „Discrete Applied Mathematics”, „Journal of Biomedical Informatics”, „Current Bioinformatics” oraz „Przegląd Elektrotechniczny”.
Żonaty z Dorotą Formanowicz (prof. dr hab. nauk medycznych w zakresie chorób wewnętrznych, pracującą na poznańskim Uniwersytecie Medycznym).